# Carl Bernhard von Trinius
Carl Bernhard von Trinius (Eisleben, 7 de março de 1778 – São Petersburgo, 12 de março de 1844) foi um botânico,  médico e poeta germano-russo. Foi fundador so Museu Botânico em São Petersburgo e médico particular do Csar Alexandre II.

## Biografia
Era filho de pastor evangélico Johann Anton Trinius (1722-1784) e de Charlotte Hahnemann (1752-1812), irmã do fundador da homeopatia Samuel Hahnemann.
Seu pai morreu prematuramente, e sua mãe contraiu segundas núpcias com o professor  Dr. Müller de Eisleben. Depois do bacheralato em  Eisleben estudou medicina de 1792 até 1802, primeiro em Jena e logo depois em Halle an der Saale, onde descobre seu interesse pela botânica, e finalmente em Leipzig. Em  Göttingen obteve seu doutorado em medicina em  1802.

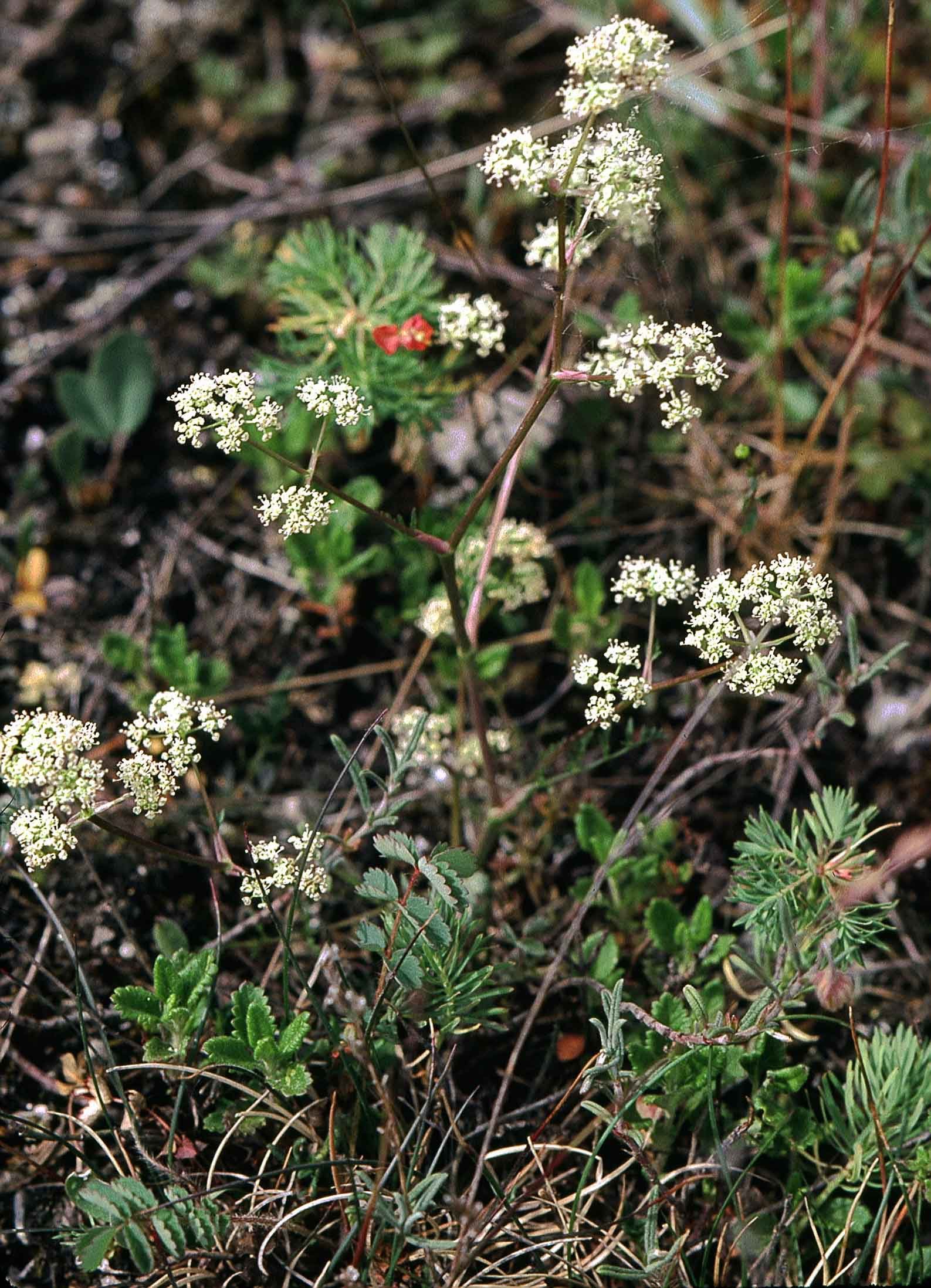
Trinia glauca

## Homenagens
Dumortier  lhe dedicou o gênero Trinia

## Obras
- 1820: Fundamenta Agrostographiae, Botanisches Standardwerk
- Über das Wesen und die Bedeutung der menschlichen Haare und der Zähne.
- 1828: Species graminum, iconibus et desciptionibus illustr.
- 1848: Gedichte von Dr. B. C. Trinius, herausgegeben von zweien seiner Freunde, Berlin 1848